# Коэн, Морис Абрахам
Морис Абрахам Коэн, Коэн — два нагана (англ. Morris Abraham «Two-Gun» Cohen; 1887, Раджанов, Польша — 1970, Солфорд, Великобритания) — военный и авантюрист еврейского происхождения, ставший в начале XX века телохранителем и советником китайского лидера Сунь Ятсена, генерал-майором китайской армии.

## Ранние годы
Моррис Коэн родился в Раджанове (Польша) в бедной еврейской семье. Вскоре после его рождения, в 1887 году, Коэны эмигрировали в Сент-Джордж (округ в Ист-Энде) на востоке Лондона.
Коэн любил посещать театры, ходить по улицам, на рынках, хорошо поесть и посмотреть бокс на рингах английской столицы больше, чем посещать Свободную школу для Евреев, и в апреле 1900 года он оказался под подозрением о карманной краже. Мировой судья послал его в ремесленное училище в Хайесе, учреждение, созданное лордом Ротшильдом, для заботы и обучения своенравных еврейских парней. Когда он освободился в 1905 году, родители отправили молодого Морриса в западную Канаду с надеждой, что свежий воздух и открытые равнины Нового Мира перевоспитают его.
Коэн сначала работал на ферме рядом Уайтвудом в Саскачеване. Он пахал землю, ухаживал за домашним скотом и учился стрелять из оружия, играл в карты. Он занимался этим в течение года, а затем снова начал бродить, только не по улицам и переулкам Лондона, а в Западных провинциях. Зарабатывал на жизнь выступлениями на карнавалах, игрой в карты, и мошенничая. Он преуспел и в качестве маклера недвижимости, что и привело его снова в тюрьму.
Коэн также подружился с китайскими эмигрантами, которые приехали работать на Канадской Тихоокеанской Железной дороге. Коэн сдружился с владельцем китайского ресторана. Во время ужина ворвался грабитель, Коэн нокаутировал его и выбросил на улицу — пригодилась лондонская практика. Такой акт был редкостью в те времена, поскольку немногие из белых когда-либо приходили на помощь китайцам. Китаец ввёл Коэна в круг своих знакомых и, в конечном счёте, энергичного молодого человека пригласили охранять своего вождя Сунь Ятсена. Когда тот после провала революции совершал турне по миру, собирая пожертвования для нового мятежа, приехал и в Канаду. Сунь позвал его, чтобы присоединиться к «Тунмэнхой», руководимой Сунь Ятсеном антиманьчжурской организации.
Не отрывался Моррис Коэн и от канадской жизни. Он вскоре переехал в город Эдмонтон в соседней провинции Альберта. Там он стал менеджером одного из ведущих агентств недвижимости провинциального капитала и, продемонстрировав незаурядные способности, был назначен, по личной рекомендации Генерального Прокурора Альберты сэра Чарльза Кросса Специальным уполномоченным под присягой, назначение предлагаемое только «достойным и приличным людям».

## Военная карьера
Коэн воевал во время Первой мировой войны в составе Канадских железнодорожных войск в Европе. В его обязанности входило наблюдение за китайскими чернорабочими. Он также принимал участие в жестоких боях на Западном фронте, особенно в Битве под Пашендейлем. После войны он вернулся в Канаду. Но экономическое положение ухудшилось, дни бума недвижимости прошли, и Коэн стал искать себе другое занятие.
В это время в Канаду приехал Сунь Ятсен (для сбора денег на революционную борьбу), который ранее, в 1905 году, в Токио возглавил объединение китайских революционных организаций — Китайский революционный объединённый союз, «Тунмэнхой». Предприимчивый авантюрист помог Сунь Ятсену заключить сделку с компанией Северное Строительство и Дж. Стюарт Со (Northern Construction and JW Stewart Ltd). Заодно его китайские друзья порекомендовали Морриса в качества телохранителя Сунь Ятсену.
Перебравшись вместе с боссом в Шанхай, Коэн обучал бойцов вооруженных формирований боксу и стрельбе. Ему не хватало хорошего знания китайского языка и он говорил на облегченой форме гибридного кантонского диалекта. Но это не вызывало проблем, поскольку, начиная с жены Сунь Ятсена Сун Цинлин и кончая многими из их окружения, — все имели западное образование и говорили на английском языке. Коллеги Коэна начали называть его на китайский манер Ма Кун, и он скоро стал одним из главных телохранителей Сунь Ятсена, сопровождая китайского лидера на конференциях и военных учениях. После того как в одном из сражений Коэн получил пулевое ранение, он начал носить второй пистолет. Западное сообщество было заинтриговано парным вооружением телохранителя Сунь Ятсена и начало называть его «Коэн — два нагана». Название прижилось.
Сунь Ятсен умер от рака в 1925 году и Коэн перешёл на службу к другим лидерам Южного китайского Гоминьдана, таким как сын Сунь Ятсена, Сунь Фо, или шурин Сунь Ятсена, банкир Сун Цзывэнь, а также сотрудничал с такими военачальниками, как Литий Цзишен (Jishen) и Чен Цзитанг (Chen Jitang). Он был также знаком с Чан Кайши, которого он знал с тех времен, когда Чан был командиром Академии Вампу. Но его контакты с Чаном, тем не менее, были минимальны, с тех пор как Коэн присоединялся к южным лидерам, которые были в оппозиции к Чану. Коэн отвечал за безопасность своих боссов, а также приобретал оружие и канонерские лодки. В конечном счёте он получил звание генерала действительной службы, хотя никогда и не руководил никакими воинскими соединениями.
Когда японцы в 1937 году вторглись в Китай, Коэн тут же присоединился к освободительной борьбе. Он доставал оружие для китайцев, а также работал на британские спецслужбы, в том числе Управление специальных операций. Во время нападения японцев на Гонконг в декабре 1941 Коэн спас Сун Цинлин и её сестру, Сун Айлин, поместив их на один из последних самолётов, вылетавших из британской колонии.
Сам же Коэн оставался в городе, чтобы участвовать в военных действиях, и, когда в том же месяце Гонконг был оккупирован, японцы бросили его в тюрьму лагеря Стэнли. Там его избивали, и он находился в Стэнли, пока его не обменяли на японских военнопленных в конце 1943 года.

## Дальнейшая жизнь
После этих событий Коэн вернулся назад в Канаду и поселился в Монреале, где женился на Джудит Кларк, которая управляла преуспевающим женским магазином. Но спокойная жизнь, как видно, претила ему, и он регулярно посещал Китай в поисках работы с надеждой на установление деловых связей. Главным образом, Коэн общался со старыми друзьями, сидел в вестибюлях гостиниц и рассказывал о своих подвигах. Нередко это были его собственные мифы, которые вместе с неизбежными прибавками других широко распространяли героические слухи о нём, что привело к большому количеству дезинформации. Так, одним из подобных мифов были рассказы, что он якобы имел отношение к созданию современного Китая.
После победы коммунистов в Гражданской войне в 1949 году Коэн был одним из немногих людей, который смог поддерживать нормальные отношения и с Тайванем, и с материковым Китаем.
Его длительные отлучки из Канады привели к разрыву семейных отношений, и он развелся с Джудит в 1956 году.
Коэн тогда переехал к своей овдовевшей сестре, Лихами Купер, в Солфорд, Англия. Там он был окружен родными братьями, племянниками и племянницами, и стал возлюбленным семейным патриархом.
Его статус помощника Сунь Ятсена способствовал тому, что он мог поддерживать хорошие отношения как с тайваньцами, так и с Коммунистической партией Китая, и он вскоре смог устроиться как консультант в компаниях «Виккерс» и «Роллс-Ройс». Его последнее посещение Китая состоялось в начале Культурной революции в качестве почетного гостя Чжоу Эньлая.
Моррис Коэн умер в 1970 года в Солфорде и был похоронен на еврейском Кладбище Блейкли в Манчестере.